# Robert Lee Dennison
Robert Lee Dennison (ur. 13 kwietnia 1901 w Warren, zm. 14 marca 1980 w Waszyngtonie) – amerykański wojskowy, admirał United States Navy, uczestnik wojny na Pacyfiku, adiutant prezydenta Trumana z ramienia floty, naczelny dowódca sił morskich na Oceanie Atlantyckim w czasie kryzysu kubańskiego.

## Życiorys
Robert Lee Dennison urodził się w Warren w stanie Pensylwania. Akademię Marynarki Wojennej ukończył w 1923 roku, następnie uzyskał dyplom magisterski Pennsylvania State College (1930) oraz doktorat z inżynierii na Johns Hopkins University (1935). W marynarce specjalizował się w działaniach okrętów podwodnych, służył między innymi na USS S-8.
W momencie przystąpienia Stanów Zjednoczonych do II wojny światowej był członkiem sztabu dowództwa Floty Azjatyckiej. Następnie pełnił funkcje sztabowe w dowództwie alianckich sił morskich we wschodniej Australii oraz szefa sztabu Sił Amfibijnych Floty Pacyfiku. Wziął udział w kampanii na Aleutach. Od 1943 roku, w stopniu komandora (Captain), służył w Komitecie Planowania Wojennego Kolegium Połączonych Szefów Sztabów.
W latach 1947–1948 był dowódcą pancernika „Missouri”. Następnie został mianowany adiutantem prezydenta Trumana do spraw marynarki. Pełnił tę funkcję do 1953 roku, gdy został awansowany do stopnia kontradmirała (Rear Admiral) i objął dowodzenie 4. Eskadrą Krążowników. W latach 1956–1958 był dowódcą Pierwszej Floty. W 1959 roku został awansowany do stopnia czterogwiazdkowego admirała (Admiral) i objął komendę sił morskich NATO na wschodnim Atlantyku i Morzu Śródziemnym. W lutym 1960 roku został naczelnym dowódcą Floty Atlantyckiej oraz sojuszniczych sił morskich na Oceanie Atlantyckim (Supreme Allied Commander, Atlantic). Był na tym stanowisku podczas kryzysu kubańskiego i brał udział w blokadzie wyspy. Przeszedł w stan spoczynku 1 maja 1963 roku, zmarł w roku 1980 w Waszyngtonie.